# Aliyah Bet
Aliyah Bet er navnet på den illegale indvandring af jøder til Palæstina, der fandt sted under og efter 2. verdenskrig.
Navnet Aliya Bet skyldes, at det var den anden - uofficielle - store bølge af indvandring (aliyah) til Palæstina, som skete ved siden af den officielle indvandring inden for den fastlagte kvote og Bet er det andet bogstav i det hebraiske alfabet.

## Baggrund: Situationen for jøderne i Europa
Hvidbogen af 1939 fastsatte indvandring af op til 75.000 jøder til Palæstina for en femårig periode. Efter udbruddet af 2. verdenskrig var det imidlertid kun ret få jøder, det lykkedes at flygte fra tysk-besatte Europa. Situationen ændrede sig ved Europas befrielse af de allierede og afslutningen af krigen 1945. Mange overlevende (på kaldet hebraisk Sh'erit ha-Pletah) besluttede at udvandre fra de lande, hvor de var blevet udsat for forfølgelse og drage til Palæstina. Omkring 250.000 jøder, ofte i en tilstand af ekstrem underernæring og afmagring, var efter deres befrielse fra koncentrationslejre eller skjul de første såkaldte fordrevne, der opholdt sig nogen tid i DP-lejre (DP = displaced persons, folk der ikke opholdt sig hvor de havde boet), eller kom fra østeuropæiske lande med den underjordiske bevægelse Brichah til Palæstina. Mens General Patton oprindeligt havde tænkt at sende de overlevende østeuropæiske jøder tilbage til deres hjemlande, mødte denne idé stærk jødisk modstand. Østeuropa var kommet under sovjetisk besættelse, og den i forbindelse skete en pogrom i Kielce i 1946, der førte til et dramatisk udbrud af antisemitisme i Polen. Den humanitære bistand blev hovedsageligt leveres af den UNRRA; i Tyskland oprettede de britiske besættelsesstyrker i Bergen-Belsen et centralt modtagelsescenter for jødiske DP, og i USA-zonen blev jøderne opdelt i forskellige lejre. Under den britiske besættelse holdt besættelsesmyndigheder jøderne i Tyskland under streng kontrol og overvågning, især for at undgå masseindvandring til Palæstina, de amerikanske myndigheder gav for dem i deres zone størst mulig frihed og støtte. Indkvarteringen af jødiske overlevende fordrevne personer på steder med tidligere koncentrations- eller krigsfangelejre blev opfattet som uacceptabel i amerikansk dækning - især da de genindførte internerede manglen på andre tøj ofte stadig det gamle pakhus tøj bar - hvilket bidrog til det faktum, at i september 1945 blev General Patton erstattet af Eisenhower.
Jøderne begyndte i mellemtiden selv at organisere udvandring. Allerede den 25. juli 1945 mødte delegationer fra forskellige DP-lejre til en fælles konference i St. Ottilie-lejren sammen, hvor et 14-punkts program blev udviklet, der forudsatte oprettelsen af en jødisk stat i Palæstina efter Balfourerklæringen. En centralkomité af jøder blev organiseret, hvilken blev accepteret af de amerikanske militære myndigheder den 7. september 1946 i Frankfurt am Main som forhandlingspartner. Mens kun omkring 10.000 jøder - ofte dem, der kom fra tyske eller tysk-talende familier - besluttede at blive i Tyskland, var omkring 80.000 kommet til USA, og på den anden side nåede 136.000 på trods af alle forhindringer til Palæstina.

## Organiseringen af indvandring
Jøderne formåede - uden at blive opdaget af briterne - at ordne problemerne med den praktiske gennemførelse af indvandring over flere tusinde kilometer. Til dette formål oprettedes Mossad le Aliyah Bet, der koordinerede de tilsvarende opgaver, og som kan betragtes som en gren af Haganah, det vil sige de jødiske militser. De vigtigste opgaver i denne organisation omfattede indkøb af skibe, som flygtningene over Middelhavet kunne transporteres til Palæstina i, da rejse over land syntes at være upraktisk. De første samlingssteder i Tyskland var Bad Reichenhall og Leipheim i den amerikanske sektor og Gailingen i den franske sektor. Herfra gik turen i lastbiler, med tog eller til fods marcher til Italien og det sydlige Frankrig, hvor skibene modtog flygtninge, blandt dem mange kvinder og børn. Amerikanere, franskmænd og italienere modarbejdede ikke denne udvandring, tværtimod nogle gange ydede de selv logistisk støtte. Samlet havde jøderne 120 skibe til rådighed, som tog 142 overfarter fra Sydeuropa til Palæstina, og med mere end 100.000 flygtninge i gennemsnit blev omkring 1.000 passagerer transporteret pr skib, men nogle skibe tog også langt flere og blev derfor håbløst overbelastede, hvilket resulterede i utålelige forhold om bord. Blandt disse skibe var Struma (eller den berømte Exodus = udvandring), der afsejlede den 11. juli 1947 med ikke færre end 4.515 passagerer fra Sète i det sydlige Frankrig. Lige som andre skibe før Exodus blev mange stoppede før, de nåede den palæstinensiske kyst af britiske krigsskibe, og passagererne blev formodentlig internerede på Cypern. Briterne havde her etableret lejre ved Famagusta, Nicosia, Dhekelia og Xylotymbou, som efter modtagelsen af over 50.000 jøder nåede til deres kapacitetsgrænse, og takket være billeder af jøder bag pigtråd bidrog til at vende verdensopponionens offentlige mening mod den britiske opførsel. Endnu mere skete dette, da briterne senere sendte flygtningene fra Exodus som led i Operation Oasis til Frankrig og Tyskland, hvor de blev sat i land i Hamborg og anbragte i britiske lejre nær Lübeck. Sådanne foranstaltninger og det faktum, at mere end 1.600 flygtninge druknede under rejsen over Middelhavet, bidrog også til, at man i England i stigende grad måtte genoverveje sine tiltage. Internationalt pres bidrog til, at briterne gav udtryk for deres vilje til at opgive mandatet for Palæstina i maj 1948. Med etableringen af Israel blev indvandring legaliseret, og de jødiske flygtninge behøvede ikke længere at anvende konspiratoriske metoder. Aliyah fortsatte i de følgende år dog gradvist øget i intensitet, dog nu mindre præget af jøderne i Europa, men i højere grad af dem i de arabiske stater.

## Antal
Mellem 1940 og 1947 udvandrede til Palæstina i alt 112.512 jøder:
| År                | 1940  | 1941  | 1942  | 1943  | 1944   | 1945   | 1946   | 1947   | Ubestemt | I alt 1940-47 |
| ----------------- | ----- | ----- | ----- | ----- | ------ | ------ | ------ | ------ | -------- | ------------- |
| Indvandring i alt | 8.398 | 5.886 | 3.733 | 8.507 | 14.464 | 13.121 | 17.761 | 21.542 | 19.100   | 112.512       |

Kilde: American Jewish Year Book (1948-1949), s. 698